# 1,5-anhidro-D-fruktoza dehidrataza
1,5-Anhidro-D-fruktoza dehidrataza (EC 4.2.1.111, 1,5-anhidro--fruktoza 4-dehidrataza, 1,5-anhidro--fruktoza hidrolijaza, 1,5-anhidro-D-arabino-heks-2-uloza dehidrataza, AFDH, AF dehidrataza, 1,5-anhidro--fruktoza hidrolijaza) je enzim sa sistematskim imenom 1,5-anhidro--fruktoza hidrolijaza (formira askopiron-M). Ovaj enzim katalizuje sledeću hemijsku reakciju
1,5-anhidro--fruktoza {\displaystyle \rightleftharpoons } 1,5-anhidro-4-dezoksi-D-glicero-heks-3-en-2-uloza + H2O
Ovaj enzim katalizuje jedan korak u anhidrofruktoznom putu, koji dovodi do degradacije glikogena i skroba preko 1,5-anhidro--fruktoze.

## Literatura
- Nicholas C. Price; Lewis Stevens (1999). Fundamentals of Enzymology: The Cell and Molecular Biology of Catalytic Proteins (Third изд.). USA: Oxford University Press. ISBN 019850229X.
- Eric J. Toone (2006). Advances in Enzymology and Related Areas of Molecular Biology, Protein Evolution (Volume 75 изд.). Wiley-Interscience. ISBN 0471205036.
- Branden C; Tooze J. Introduction to Protein Structure. New York, NY: Garland Publishing. ISBN 0-8153-2305-0.
- Irwin H. Segel. Enzyme Kinetics: Behavior and Analysis of Rapid Equilibrium and Steady-State Enzyme Systems (Book 44 изд.). Wiley Classics Library. ISBN 0471303097.
- William P. Jencks (1987). Catalysis in Chemistry and Enzymology. Dover Publications. ISBN 0486654605.

## Spoljašnje veze
- 1,5-anhydro-D-fructose+dehydratase на 